# 王齕
王 齕（おう こつ、生没年不詳）は、中国戦国時代末期の秦の将軍。昭襄王・荘襄王に仕えた。生没年は不詳であるが、紀元前244年に死没した王齮との同一人物説がある。

## 経歴
昭襄王47年（紀元前260年）、趙を討って、上党を取った。趙の反撃に対し、秦では内密に白起を増援させて上将軍とし、王齕をその副将とした。長平の戦いでは、趙を大いに破った。
昭襄王48年（紀元前259年）、白起に代わって、将として趙を討ち、皮牢を取る。
昭襄王49年（紀元前258年）、王陵が趙の邯鄲を攻めて増軍もしたが、戦況が思わしくないので王齕が代わって将となる。
昭襄王50年（紀元前257年）、邯鄲を攻めたが落とせないので、汾城郊外の秦軍と合流した。その後、魏を攻め、首を斬ること6千、魏軍は敗走し、黄河で6万人が流れ死んだ。汾城も攻め落とし、張唐に従って寧新中を抜いた。
荘襄王3年（紀元前247年）、韓の上党を攻めて、太原郡を置いた。魏の信陵君が五カ国連合軍を率いて秦を攻めてきたのを蒙驁が迎え撃ったが敗れた。秦軍は河内から河外（河南の地）に退却し、その軍を解散した。
なお、『史記』「秦本紀」で活躍した王齕は「秦始皇本紀」では一切触れられず、逆に「秦始皇本紀」に初めて現れる将軍王齮は「秦本紀」には登場しない。遅くとも南朝宋代には王齕と王齮が同一人物である可能性が論じられており、裴駰の『史記集解』は徐広の説を引いて、「齮」字について「一に齕に作る」と述べている。